# Myxidium coryphaenoidium
Myxidium coryphaenoidium is een microscopische parasiet uit de familie Myxidiidae. Myxidium coryphaenoidium werd in 1966 beschreven door Noble. 